# Sainte-Marie-Laumont
Sainte-Marie-Laumont är en kommun i departementet Calvados i regionen Normandie i norra Frankrike. Kommunen ligger i kantonen Le Bény-Bocage som ligger i arrondissementet Vire. År 2018 hade Sainte-Marie-Laumont 703 invånare.

## Befolkningsutveckling
Antalet invånare i kommunen Sainte-Marie-Laumont
Referens:INSEE